# رضور (مقاطعة دورود)
رضور (بالفارسية: رضور) هي قرية تقع في قسم حشمت‌آباد الريفي (مقاطعة دورود) في إيران. يقدر عدد سكانها بـ 434 نسمة بحسب إحصاء 2016.